# Карбонат
Карбонати в химията са солите на въглеродната киселина, включващи в състава си карбонатен анион, CO2-
3. С карбонат може да се обозначават и естери на въглеродната киселина.

## Структура на карбоната
Карбонатният йон е най-простият оксивъглероден анион. Той съдържа един въглероден атом, свързан с три кислородни атома, в триъгълна планарна подредба с D3h молекулна симетрия. Молекулната маса на йона е 60.01 далтона и носи два отрицателни заряда.
Люисовата структура на йона има въглероден атом, свързан с две дълги единични връзки за два кислородни атома и с една къса двойна връзка с третия кислороден атом.
Тази структура е несъвместима с наблюдаваната симетрия на йона, което предполага, че трите връзки са еднакво дълги и че трите атома кислород са еквивалентни. Както и в случая на нитратния йон, симетрия може да се постигне чрез резонанс между трите структури:
Тази резонансна структура може да се изрази чрез дробни връзки и делокалозирана електронна плътност: